# Hrabstwo Muskogee

Piramida wieku mieszkańców hrabstwa Muskogee

Muskogee – hrabstwo w stanie Oklahoma w USA. Założone 1907 roku. Populacja liczy 70 990 mieszkańców (stan według spisu z 2010 roku).
Powierzchnia hrabstwa to 2173 km² (w tym 65 km² stanowią wody). Gęstość zaludnienia wynosi 39,32 osoby/km².
Nazwa hrabstwa pochodzi od plemienia Indian Muskogee.

## Miasta
- Boynton
- Braggs
- Council Hill
- Fort Gibson
- Haskell
- Muskogee
- Oktaha
- Porum
- Summit
- Taft
- Wainwright
- Warner
- Webbers Falls

## CDP
- River Bottom
- Sand Hills
- Simms
- Sour John